# Joe Alves
Joseph Manuel Alves, nascido em São Leandro, Califórnia a 21 de maio de 1936, é um diretor de arte e realizador estadounidense, filho de emigrantes portugueses. É conhecido pelo seu trabalho na série de filmes Tubarão. Dirigiu Tubarão 3D.
Foi nomeado para o Óscar de melhor design de produção na 50ª edição dos prémios e ao BAFTA da melhor direção de arte por Encontros imediatos do Terceiro Grau.